# Battenheim
 Battenheim (en alsacià Bàttene) és un municipi francès, situat a la regió del Gran Est, al departament de l'Alt Rin. L'any 2006 tenia 1.281 habitants.

## Demografia
| 1962 | 1968 | 1975 | 1982  | 1990  | 1999  |
| ---- | ---- | ---- | ----- | ----- | ----- |
| 620  | 757  | 813  | 1.003 | 1.174 | 1.322 |

## Administració
| Període   | Identitat            | Partit |
| --------- | -------------------- | ------ |
| 1971-1983 | Fernand Kubler       |        |
| 1983-1995 | André Heck           |        |
| 1995-2008 | Michel Marchal       |        |
| 2008-     | Georges Ottenwaelder |        |

## Galeria d'imatges

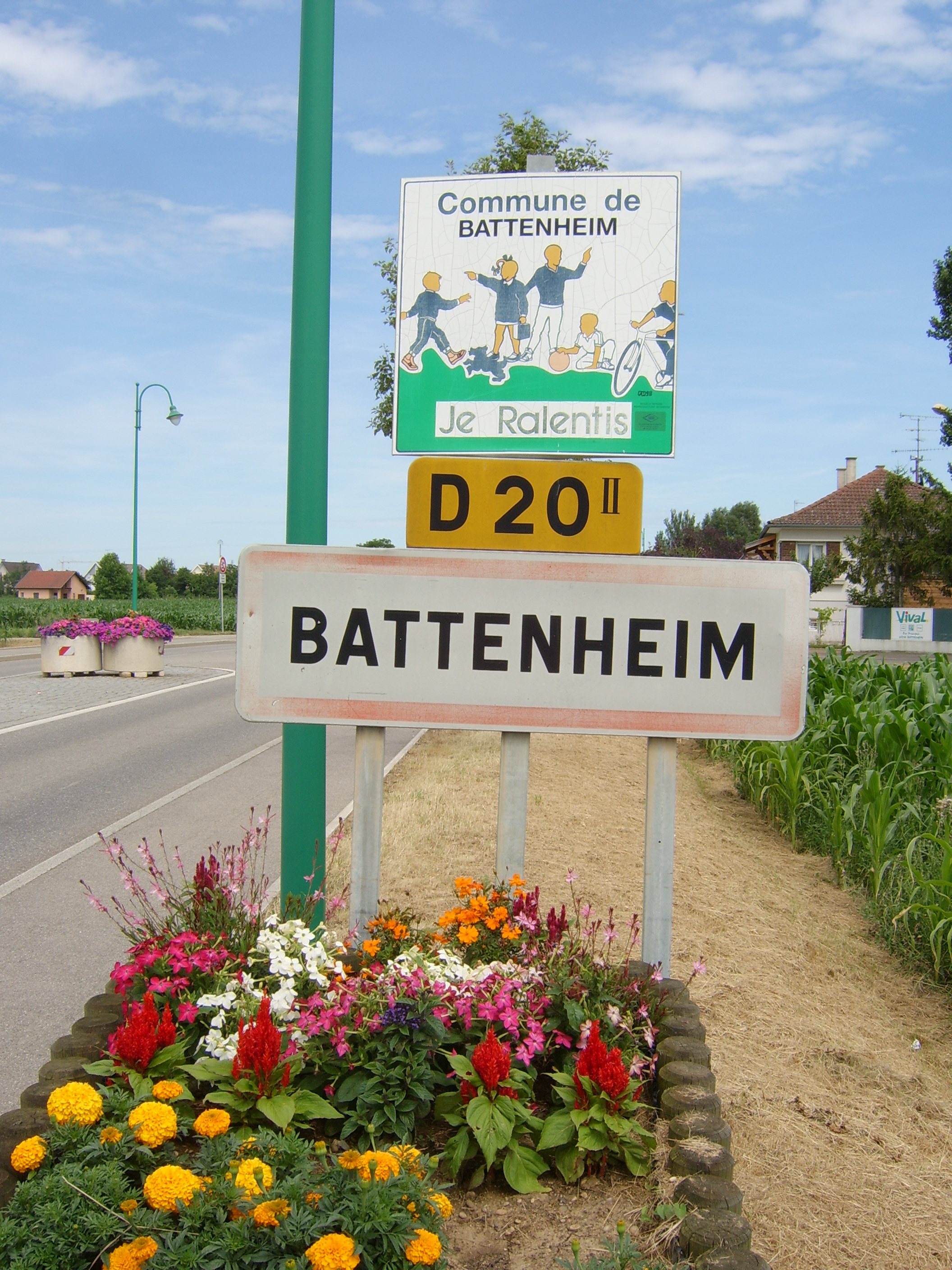
Entrada oest de la vila
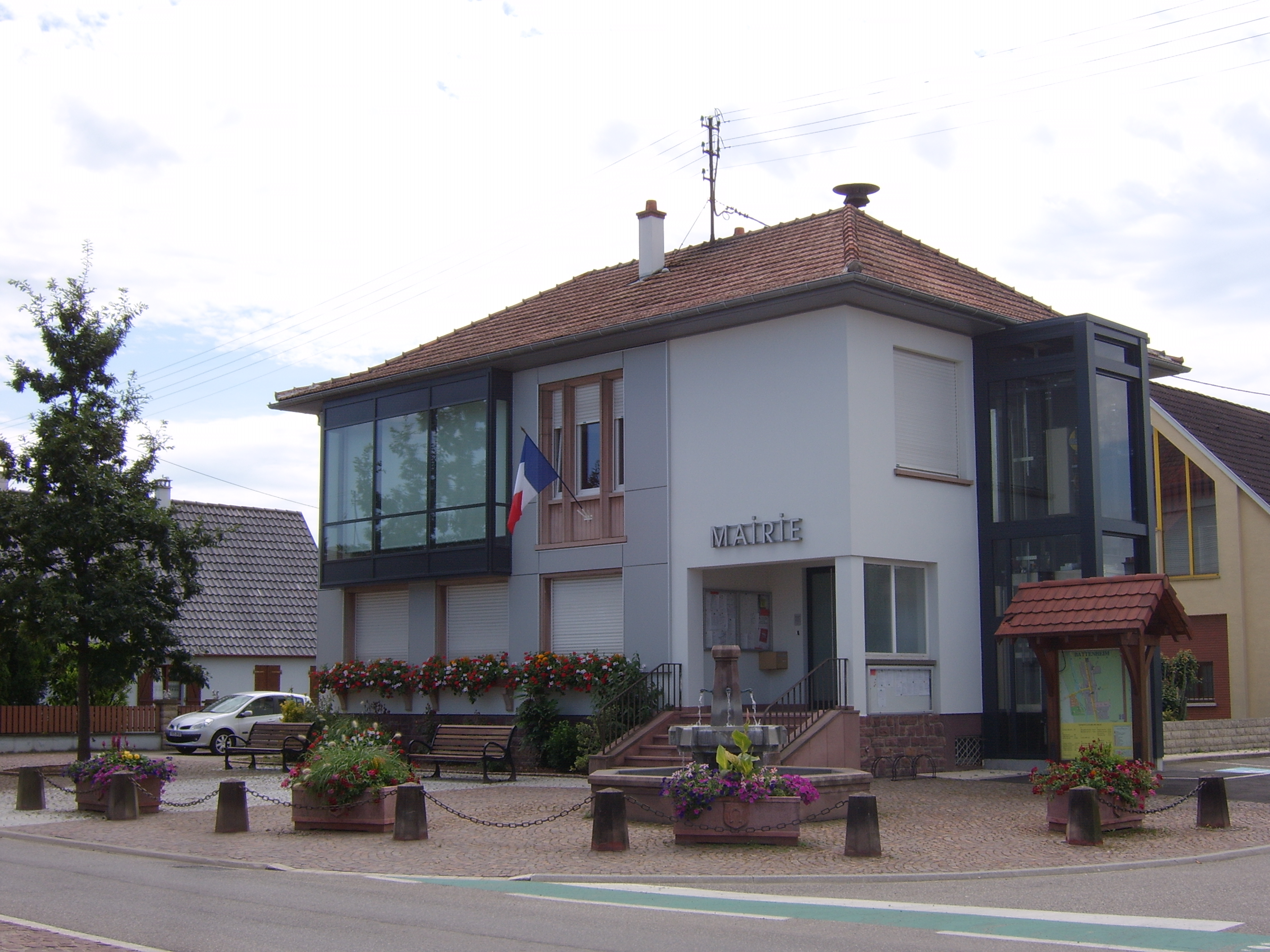
Ajuntament
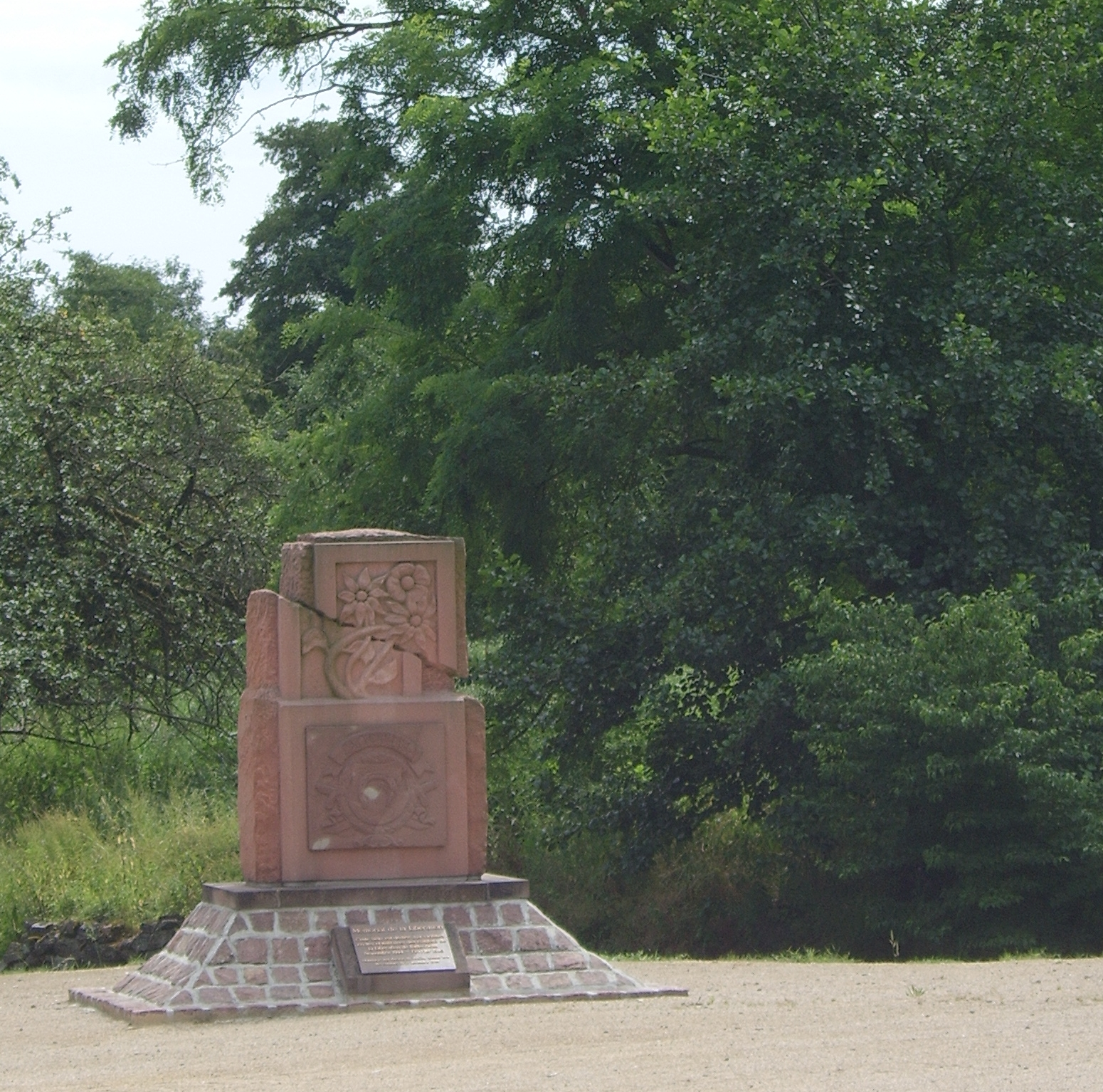
Memorial de la Libération
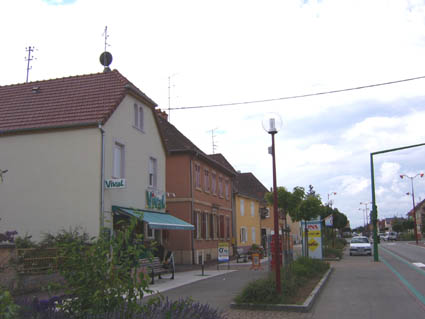
Vista del centre de la vila
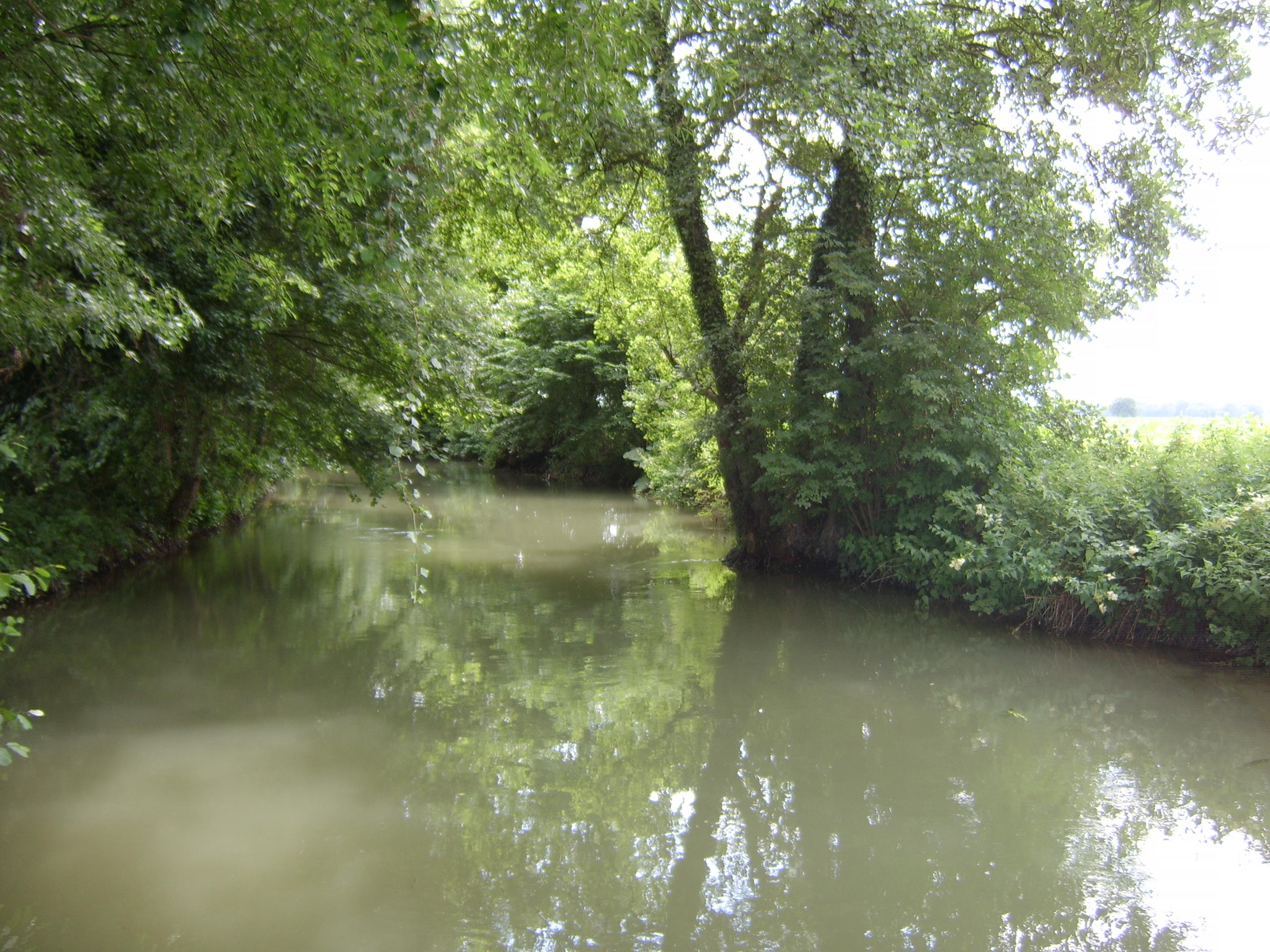
El Quatelbach
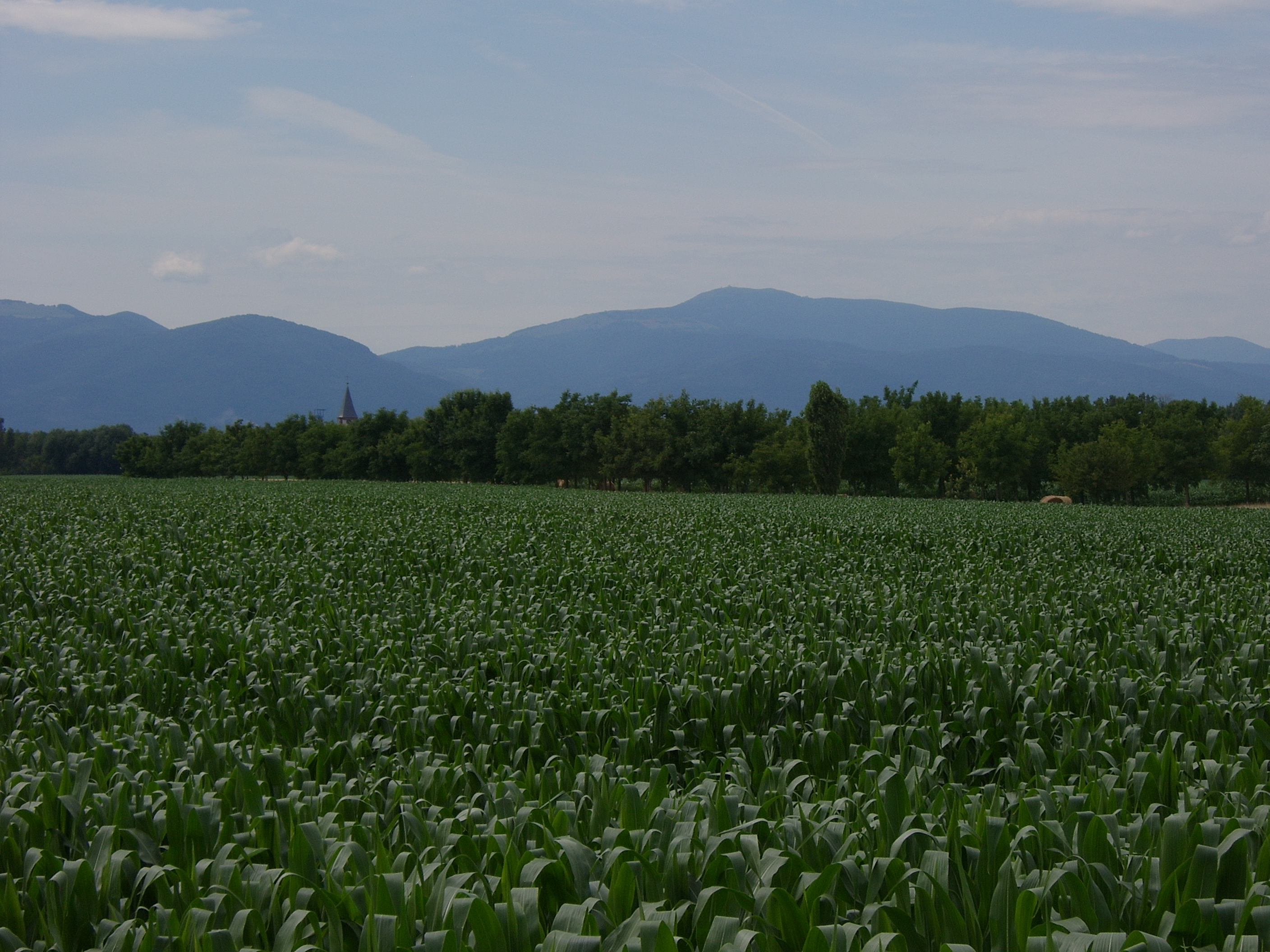
Els enfores del municipis
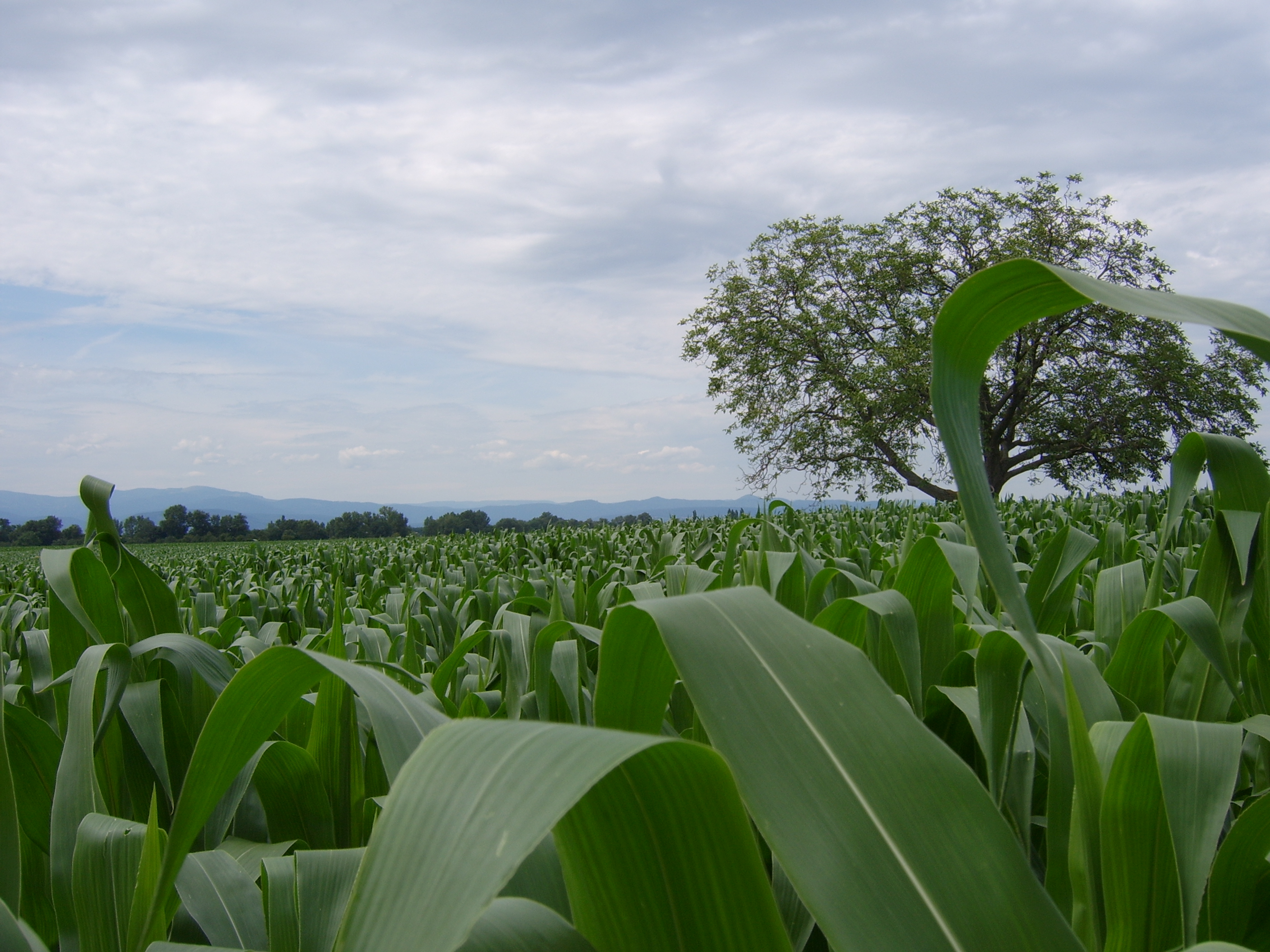
Una altra vista dels voltants
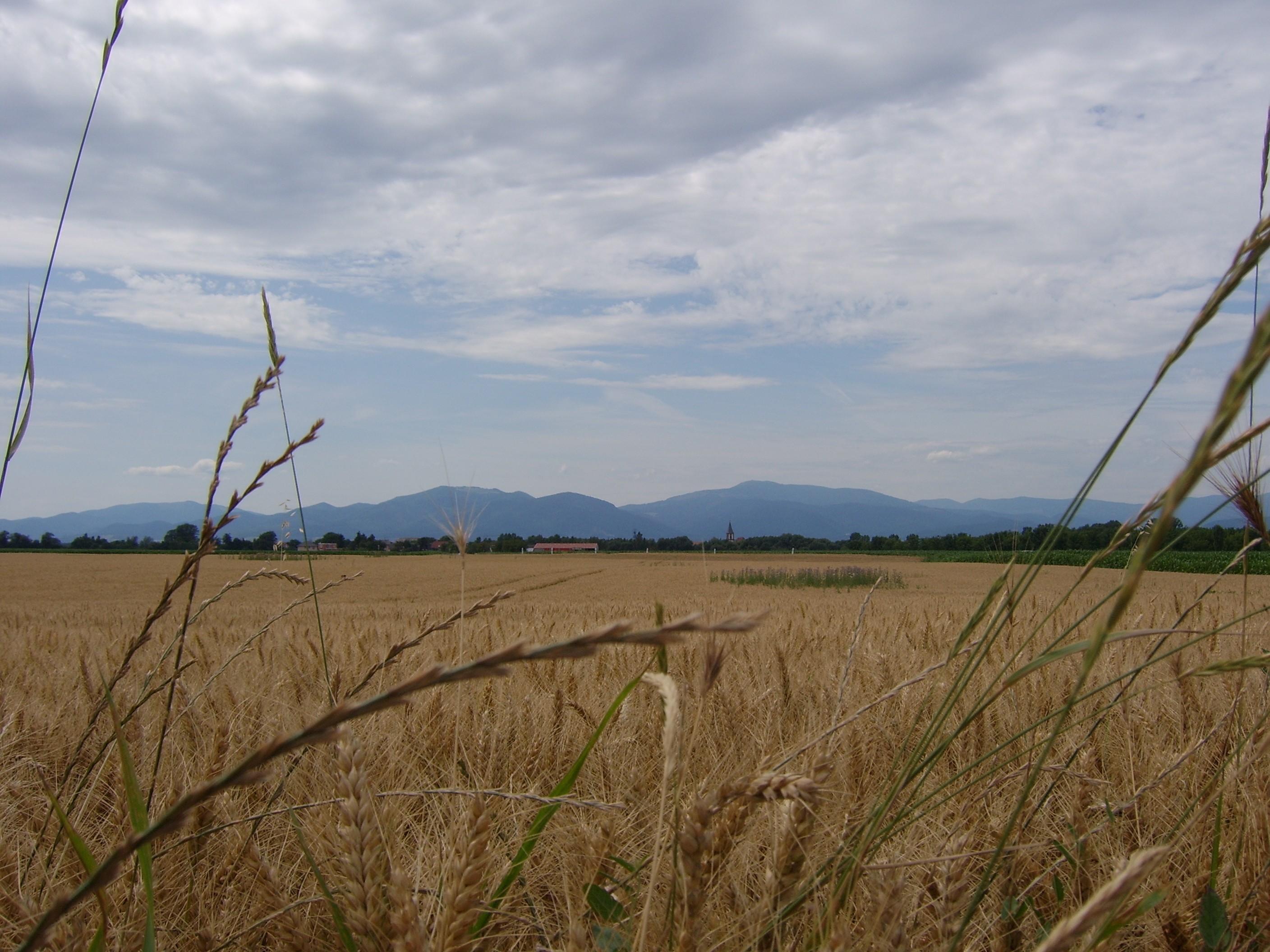
Camps a l'oest de la vila